# الدوري السوداني الممتاز 1996
الدوري السوداني الممتاز 1996 هو الموسم الأول من بطولة الدوري السوداني الممتاز الذي حل محل بطولة دوري السودان العام، حيث تمكن الهلال من الظفر باللقب للمرة الأولى، بينما هبط ناديا وهلال الحصاحيصا والعصمة الكاملين بعد احتلالهما المركزين الأخيرين.

## الأندية المشاركة
| النادي          | الموقع       |
| --------------- | ------------ |
| أهلي مدني       | ود مدني      |
| حي العرب        | بورتسودان    |
| شمبات           | الخرطوم بحري |
| العصمة الكاملين | الكاملين     |
| المريخ          | أم درمان     |
| مريخ الحصاحيصا  | الحصاحيصا    |
| الموردة         | أم درمان     |
| الهلال          | أم درمان     |
| هلال الحصاحيصا  | الحصاحيصا    |
| هلال الساحل     | بورتسودان    |

## التوزيع الجغرافي للأندية
| # | الولاية            | العدد | الأندية                                                    |
| - | ------------------ | ----- | ---------------------------------------------------------- |
| 1 | ولاية الخرطوم      | 4     | شمبات، المريخ، الموردة، الهلال                             |
| 1 | ولاية الجزيرة      | 4     | أهلي مدني، العصمة الكاملين، مريخ الحصاحيصا، هلال الحصاحيصا |
| 3 | ولاية البحر الأحمر | 2     | حي العرب، هلال الساحل                                      |

## جدول الترتيب
| #  | النادي                | النقاط | ملاحظات                            |
| -- | --------------------- | ------ | ---------------------------------- |
| 1  | الهلال (البطل)        | 42     | تأهل إلى دوري أبطال أفريقيا 1997   |
| 2  | الموردة               | 40     | تأهل إلى كأس الاتحاد الأفريقي 1997 |
| 3  | المريخ                | 30     | تأهل إلى كأس الكؤوس الأفريقية 1997 |
| 4  | شمبات                 | 29     |                                    |
| 5  | حي العرب              | 28     |                                    |
| 6  | هلال الساحل           | 18     |                                    |
| 7  | أهلي مدني             | 18     |                                    |
| 8  | مريخ الحصاحيصا        | 18     |                                    |
| 9  | هلال الحصاحيصا (هبط)  | 14     | هبط إلى دوري الدرجة الأولى 1997    |
| 10 | العصمة الكاملين (هبط) | 13     | هبط إلى دوري الدرجة الأولى 1997    |

ملاحظة:
1. ↑  تأهل المريخ إلى كأس الكؤوس الأفريقية بصفته بطلاً لكأس السودان 1996

| الفائز بالدوري السوداني الممتاز للموسم 1996 |
| ------------------------------------------- |
| الهلال للمرة الأولى                         |